# Bountiana
Bountiana is een geslacht van kreeftachtigen uit de klasse van de Malacostraca (hogere kreeftachtigen).

## Soort
- Bountiana norfolcensis (Grant & McCulloch, 1907)